# Liste der ständigen Vertretungen der Republik Arzach

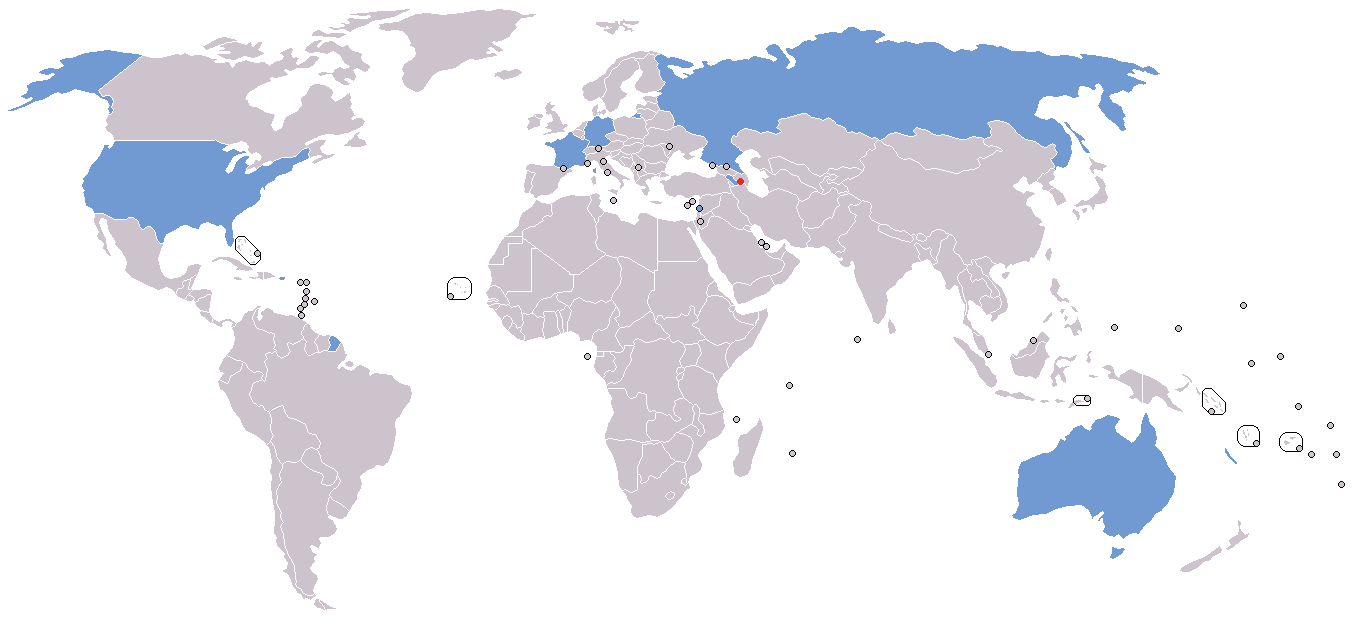
Standorte der diplomatischen Vertretungen der Republik Bergkarabach
Arzach
Botschaften
Vertretungsbüros
Akkreditierte Botschaften

Diese Seite listet die Vertretungsbüros der Republik Arzach auf. Die Republik Arzach ist ein de facto unabhängiger Staat, die bislang nur von anderen Staaten mit begrenzter Anerkennung anerkannt wird; jedoch unterhält der Staat Vertretungsbüros in anderen Ländern.
Die Republik Arzach hat mehr als fünf ständige Missionen sowie ein Büro für Soziopolitische Information in Frankreich. Die Ziele der Vertretungsbüros sind das Präsentieren der Positionen der Republik zu verschiedenen Angelegenheiten, das Übermitteln von Informationen und die Unterstützung des Friedensprozesses. Die Missionen Arzachs organisieren Besuche für Offizielle und Beamte Arzachs im Ausland.

## Nordamerika
- Vereinigte Staaten
  - Washington, D.C. (Vertretungsbüro seit November 1997)[1]

Ständiger Vertreter – Robert Avetisyan

## Europa
- Russland
  - Moskau, (Vertretungsbüro)

Armianski Pereulok 1, Moskau, Russland
Ständiger Vertreter – Albert Andryan
- Deutschland
  - Berlin (Vertretungsbüro)[2]

Ständiger Vertreter – Harutyun Grigorian
- Frankreich
  - Paris (Vertretungsbüro)

## Asien
- Armenien
  - Jerewan, Republik Armenien (Vertretungsbüro)[3]

Moskauer Straße 11, Jerewan, Republik Armenien
Ständiger Vertreter – Karlen Avetissyan
- Libanon, auch für den Rest des Nahen Ostens verantwortlich
  - Beirut (Vertretungsbüro)

## Ozeanien
- Australien
  - Sydney (Vertretungsbüro)